# La Légende de sœur Béatrix
Pour plus de détails, voir Fiche technique et Distribution.
La Légende de sœur Béatrix est un film français réalisé par Jacques de Baroncelli et sorti en 1923.

## Fiche technique
- Titre : La Légende de sœur Béatrix
- Réalisation : Jacques de Baroncelli, assisté de René Clair et Henri Chomette
- Scénario : Jacques de Baroncelli, d'après le roman de Charles Nodier[1]
- Photographie : Louis Chaix
- Décors : Robert Dumesnil
- Production : Société des films Baroncelli
- Pays de production :  France
- Format :  Noir et blanc - 1,33:1
- Date de sortie :
  - France : 28 décembre 1923

## Distribution
- Sandra Milowanoff	: Béatrix
- Suzanne Bianchetti : Nilidor
- Eric Barclay : le comte Jehan de Gormond
- Jeanne Brindeau : la nourrice
- Jane Clément : la mère supérieure
- Jean-Paul de Baere : Jehan enfant
- Jim Gérald : un soudard
- Jean-Paul Le Tarare
- Paulette Marchal
- Abel Sovet
- Noémie Scize